# Józef Razowski
Józef Razowski (nacido el 4 de abril de 1932) es un entomólogo y lepidopterista polaco especializando en Tortricidae. Entre 1953 y 2006, describió 1744 taxones de lepidópteros.
Obtuvo una maestría en ciencias y un doctorado en la Universidad Jaguelónica en 1958 y 1961 respectivamente.
Razowski fue director del Instituto de Sistemática y Evolución de los Animales de la Academia de Ciencias de Polonia de 1988 a 1997. Se retiró en 2003.
Ha recibido varios premios y galardones, incluido el Premio del Estado de Polonia y la medalla Ignaz Schiffermüller.

## Publicaciones seleccionadas
- World fauna of the Tortricini: '(Lepidoptera, Tortricidae)', Krakau 1966
- The type specimens of the species of some Tortricidae (Lepidoptera), Krakau 1971
- Lepidoptera of Poland, Volume 1,  Washington D.C. 1976